# Pradła
Pradła – wieś w Polsce, położona w województwie śląskim, w powiecie zawierciańskim, w gminie Kroczyce.
Pradła leżą przy drodze krajowej nr 78 i drodze wojewódzkiej nr 794. Nazwa Pradła występuje tylko w liczbie mnogiej.
| SIMC    | Nazwa     | Rodzaj     |
| ------- | --------- | ---------- |
| 0136662 | Bugaj     | przysiółek |
| 0136656 | Fryszerka | część wsi  |
| 0136679 | Piec      | przysiółek |

W latach 1867–1914 w powiecie olkuskim w guberni kieleckiej.
Przez miejscowość przepływa niewielka rzeka Krztynia (dopływ Pilicy). Wieś leży na obszarze Jury Krakowsko-Częstochowskiej.
Miejscowość jest siedzibą parafii rzymskokatolickiej pod wezwaniem Matki Bożej Częstochowskiej, należącej do dekanatu lelowskiego, diecezji kieleckiej.
5 września 1939 żołnierze Wehrmachtu rozstrzelali trzy osoby, w tym Piotra Borynia i Stanisława Judę. Trzecia ofiara zbrodni nie została zidentyfikowana.
W latach 1975–1998 miejscowość administracyjnie należała do województwa częstochowskiego.
W latach 1954–1972 wieś była siedzibą gromady Pradła.

## Urodzeni w Pradłach
- Aleksander Uchnast – polski rewolucjonista współpracujący z Organizacją Spiskowo-Bojową PPS i działaczami ruchu ludowego, nauczyciel szkoły ludowej, uczestnik powstania styczniowego[7].